# مسفر النمير
مسفر عبدالله النمير سياسي يمني هو وزير الاتصالات وتقنية المعلومات في حكومة الإنقاذ الوطني برئاسة عبد العزيز بن حبتور التابعة للمجلس السياسي الأعلى في سلطة صنعاء منذ 10 نوفمبر 2018.